# Joseph Nye
Joseph Nye (19. ledna 1937 South Orange, New Jersey, USA – 6. května 2025) byl americký politolog, teoretik mezinárodních vztahů, jeden z hlavních představitelů neoliberálního institucionalismu. Působil jako profesor mezinárodních vztahů na John F. Kennedy School of Government
Harvardovy univerzity, jejímž byl děkanem.
V roce 1990 zavedl do mezinárodních vztahů pojem měkké moci, který se poprvé objevil jeho v knize Bound to Lead: The Changing Nature of American Power. Její koncept pak rozvinul v díle Soft Power: The Means to Success in World Politics z roku 2004. Toto sousloví se stalo často užívané z řad členů Clintonovy a Obamovy vlády.
Průzkum The 2008 TRIP mezi 1 700 akademiky v oboru mezinárodních vztahů jej zařadil na 6. místo v žebříčku nejvlivnějších vědců posledních 20 let a označil ho za nejvlivnějšího amerického vědce v tomto oboru.

## Profesní kariéra
S vyznamenáním absolvoval Princeton University, poté studoval filosofii, politologii a ekonomii na Exeter College Oxfordské univerzity a titul Ph.D. z politologie získal na Harvardu. V newjerseyském Morristownu navštěvoval soukromou střední školu Morristown-Beard School, kterou ukončil v roce 1954.
Od roku 1964 vedl Středisko pro mezinárodní vztahy na Harvardu, kde byl nejdříve proděkanem, poté děkanem. V letech 1977-1979 předsedal skupině pro nešíření jaderných zbraní Rady pro národní bezpečnost USA.
V letech 1993 až 1994 byl předsedou Federální zpravodajské rady, která má v gesci návrhy rozpočtů zpravodajských služeb pro prezidenta. Za Clintonovy administrativy také pracoval jako zvláštní poradce ministra obrany pro otázky mezinárodní bezpečnosti a mnohými byl považován za možného příštího poradce pro národní bezpečnost demokratického prezidentského kandidáta Johna Kerryho ve volbách 2004. Patří mezi hlavní liberální myslitele v oblasti zahraniční politiky a na Harvardu je protiváhou významnému konzervativci Samuelu P. Huntingtonovi.
Roku 2005 byl zvolen mezi deset nejvlivnějších amerických akademiků v oblasti mezinárodních vztahů.

## Vědecká činnost
V roce 1977 společně s Robertem Keohanem vydali vlivnou knihu Power and Interdependence: World Politics in Transition (nejcitovanější dílo neoliberálního institucionalismu), která přispěla k rozvinutí tzv. třetí debaty mezinárodních vztahů mezi neorealismem/neoliberalismem a neomarxismem.
Jako představitel neoliberálního institucionalismu začal v rámci studia mezinárodní politiky zkoumat nové, dosud opomíjené aktéry, a to nadnárodní korporace, vládní i nevládní mezinárodní organizace a nové typy vazeb – vzájemnou závislost (interdependenci) a integraci těchto hráčů na poli mezinárodního systému. Jeho hlavní oblastí zájmu jsou globalizace, mezinárodní bezpečnost a interdependence.

## Osobní život
Byl ženatý s Molly Hardingovou Nyeovou, mají spolu tři syny.

## Ocenění
Získal Cenu Woodrowa Wilsona Princetonské univerzity a Humphreyho cenu Americké politologické společnosti. V roce 2005 byl oceněn čestnou funkcí Honorary Patronage studentské společnosti University Philosophical Society na Trinity College Dublin Univerzity v Dublinu a roku 2007 obdržel čestný doktorát od King's College London.

## Dílo
Publikuje v odborných periodikách, vydává knihy. Mimo jiné je autorem Understanding International Conflicts, 7th ed (2009), The Power Game: A Washington Novel (2004), Soft Power: The Means to Success in World Politics (2004) nebo The Paradox of American Power (2002).

### Výbor z díla
- Joseph S. Nye: Pax–Africanism and East African integration. Cambridge 1965
- Joseph S. Nye: Relations, Transnational, and world politics. 1972
- Joseph S. Nye – Robert Keohane: Power and Interdependence. World Politics in Transition. Boston 1977, ISBN 0-8191-6394-5
- Joseph S. Nye – Graham T. Allison – Albert Carnesale: Fateful visions. Avoiding Nuclear Catastrophe. Cambridge 1988, ISBN 0-88730-272-6
- Joseph S. Nye: Making, The, of America's Soviet policy. 1984
- Joseph S. Nye: Nuclear Ethics. New York 1986, ISBN 0-02-923091-8
- Joseph S. Nye: Bound to lead. The changing nature of American power. New York 1990, ISBN 0-465-00743-0
- Joseph S. Nye – Kurt Biedenkopf – Motoo Shiina: Global Competition After the Cold War: A Reassessment of Trilateralism. New York 1991
- Joseph S. Nye – Kurt Biedenkopf – Motoo Shiina: Globale Kooperation nach dem Ende des Kalten Krieges. Eine Neueinschätzung des Trilateralismus; ein Task-Force-Bericht an die Trilaterale Kommission. Bonn 1992, ISBN 3-7713-0417-2
- Joseph S. Nye: Why people trust government. Cambridge 1997, ISBN 0-674-94057-1
- Joseph S. Nye: Governance in a globalizing world. Washington 2000, ISBN 0-8157-6408-1
- Joseph S. Nye: Understanding international conflicts. An introduction to theory and history. New York 2002 (5. Aufl.), ISBN 0-321-20945-1
- Joseph S. Nye: The paradox of American power. Why the world's only superpower can't go it alone. New York 2002, ISBN 0-19-515088-0
- Joseph S. Nye: Das Paradox der amerikanischen Macht. Warum die einzige Supermacht der Welt Verbündete braucht. Hamburg 2003, ISBN 3-434-50552-0
- Joseph S. Nye: Soft power. The means to success in world politics and understand international conflict. New York 2004, ISBN 1-58648-306-4